# 한국농촌연구원
한국농촌연구원은 농업기반조성, 농촌개발사업 분야의 제도 및 기술 조사연구와 그 성과보급을 목적으로 1985년 10월 8일 설립허가된 대한민국 농림축산식품부 소관의 재단법인이다. 사무실은 서울특별시 서초구 서초3동 1448-4, 교정회관 205호에 있다.

## 연구분야
- 농업기반정비·농산어촌종합정비·농산어촌 환경관리 및 사회복지와 경관조성 등의 사업에 관한 과학시술·제도연구
- 농업기반정비·농산어촌종합정비·농산어촌 환경관리 및 사회복지와 경관조성 등의 수행에 따르는 계획, 조사·설계, 시공 관리·평가및 제도의 자문과 홍보
- 기 개발지구에 대한 사업평가와 유지관리 실태조사, 환경영향평가 및 방재기능평가
- 농림어업생산체계 재편에 따른 농림어업시설의 재개발과 정비에 관한 조사·연구
- 각종 연구결과 및 국내외 관련자료의 편집발간
- 농산어촌개발 장·단기정책에 관한 조사·연구
- 정부 및 국내외 공공기관과 민간단체로부터의 연구용역 수탁
- 국내외의 연구기관 및 전문가에게 연구용역의 위탁
- 국내외 연구기관과의 공동연구
- 기타 연구원의 설립목적을 달성하기 위하여 필요한 사업 및 부대사업